# 鯖街道

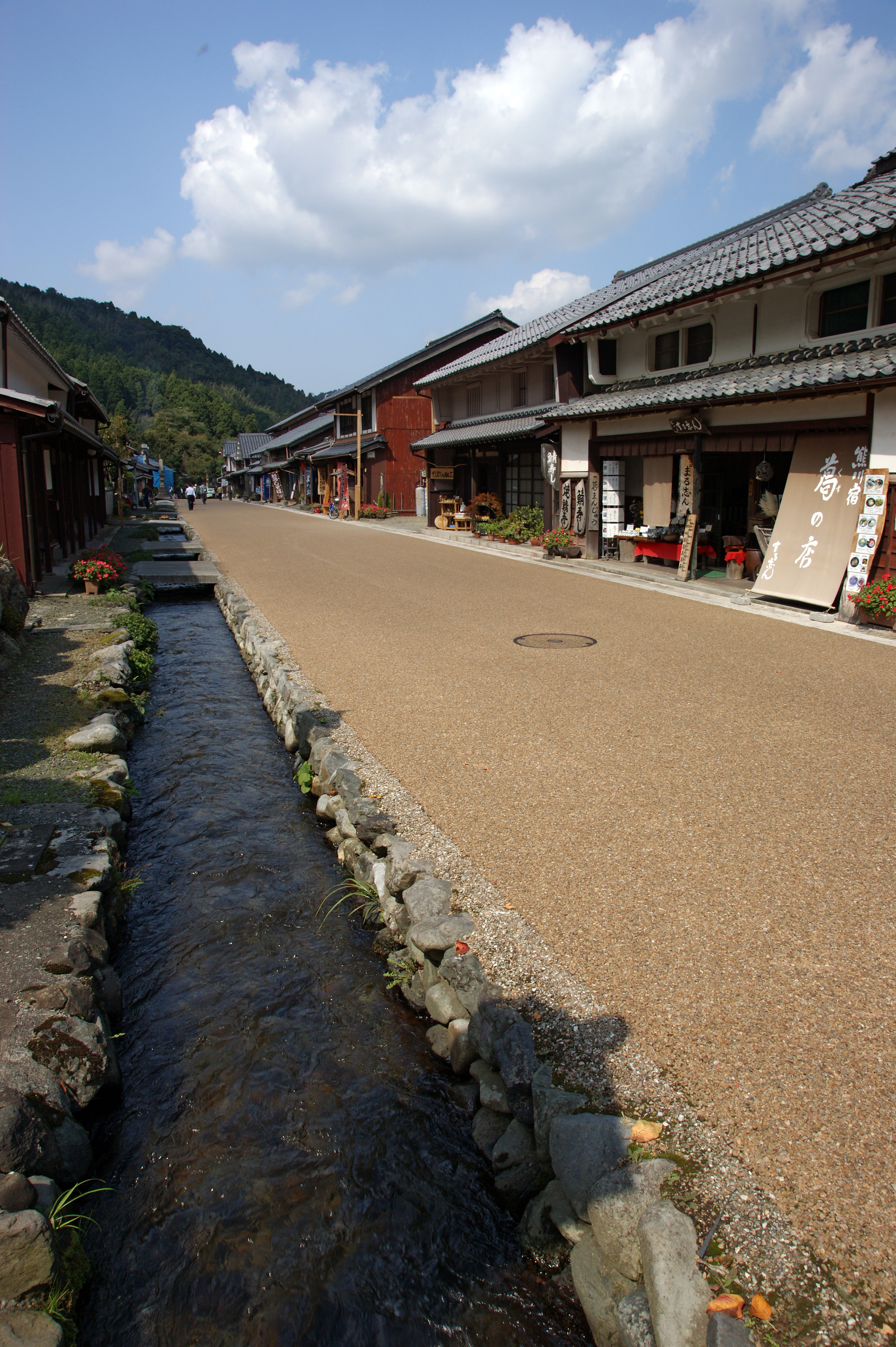
若狹街道熊川宿

鯖街道（さばかいどう）是小濱藩領內（相當於現在的嶺南）連結京都的街道之總稱。主要是運送魚介類往京都的物流路線，其中大多是鯖魚，所以，近年來被稱作鯖街道。

## 概要
狹義指現在的小濱市經由若狹町三宅至京都市左京區的「若狹街道」，大概相當於國道27號、國道367號。但是，區間未必一致。廣義指現在嶺南連結京都的全部街道為鯖街道。
鐵道、汽車普及以前的時代，在若狹灣捕獲的鯖魚以徒步的方式運至京都。除鯖魚以外，許多種類的海産也透過鯖街道運送。從平城宮跡、奈良縣明日香村發掘的木簡，推定有鯛魚的壽司等10種海産物來自若狹，可知鯖街道的起源在1200年以上或約1300年前。現代，在小濱、國道367號沿線等地仍有許多鯖魚壽司店。
2007年（平成19年），熊川宿作為「若狹熊川・鯖街道」登錄為日本風景街道。

## 峠
- 寒風峠
- 水坂峠
- 檜峠
- 花折峠
- 途中越

## 沿線名所・舊跡
- 瓜割瀑布 - 名水百選
- 天德寺
- 三宅區火之見櫓
- 熊川宿 - 重要傳統的建造物群保存地區
  - 道之驛若狹熊川宿
- 朽木宿（朽木陣屋跡）
  - 朽木郷土資料館
  - 道之驛朽木新本陣
- 葛川明王院
- 三千院

## 其他鯖街道
以下列舉主要的街道、路線。
經由琵琶湖的路線
從小濱經由琵琶湖的水運至京都的路線。
西近江路
從今津經琵琶湖西側陸路的路線。大概相當於現在的國道161號。
小濱街道（根來・針畑路線）
從小濱沿遠敷川而上，在根來坂峠・小入谷（現在的高島市朽木小入谷）經現在的滋賀縣道783號往久多・花脊峠，之後經鞍馬街道至京都的路線。是小濱到京都的最短距離，過去的利用率高。
周山街道
從小濱經由名田庄的路線。大概相當於現在的國道162號。

## 脚注
1. ↑  . 小浜市観光交流課.   [2014-04-01]. （原始内容存档于2013-10-04）.
2. ↑  向笠千恵子『食の街道を行く』平凡社新書　2010年 p.13
3. ↑  . 鯖街道熊川宿まちづくり協議会.   [2013-02-07]. （原始内容存档于2015-06-27）.
4. ↑  鯖街道 「鯖街道 湖のルート」（p.104-105,p.114,p.119）
5. ↑  鯖街道 「根来・針畑越えルート」（p.152-155）

## 關連項目
- 朽木村
- 若江線
  - 琵琶湖若狹灣快速鐵道

## 外部連結
- 鯖街道を訪ねて （页面存档备份，存于） - 鯖街道まちづくり連携協議会
- 若狭鯖街道熊川宿 （页面存档备份，存于） - 鯖街道熊川宿まちづくり協議会